# Quantico, Maryland
Quantico är ett kommunfritt område och en så kallad census designated place i Wicomico County i delstaten Maryland i USA. Samhället ligger sex kilometer från Hebron längs vägen Maryland Route 347. Det finns två kyrkor, ett postkontor och en lanthandel i Quantico. År 2010 hade Quantico 133 invånare.

### Fotnoter
1. ↑  Quantico, MD Arkiverad 17 november 2015 hämtat från the Wayback Machine.. Local Town Website.